# Kaštel Dežanovački
Kaštel Dežanovački is een plaats in de gemeente Dežanovac in de Kroatische provincie Bjelovar-Bilogora. De plaats telt 57 inwoners (2001).